# Confruntarea Xiaolin
Confruntarea Xiaolin (în engleză Xiaolin Showdown) este un serial de animație american creat de Christy Hui și produs de Warner Bros. Animation pentru blocul Kids' WB al canalului The WB. Plasat într-o lume în care luptele de arte marțiale și magia orientală sunt la ordinea zilei, serialul urmărește patru tineri războinici Xiaolin care luptă împotriva forțelor răului Heylin. Ei fac acest lucru protejând Shen Gong Wu-urile (artefacte antice cu puteri magice) de răufăcătorii care le-ar folosi pentru a cuceri lumea.
Difuzat inițial în cadrul blocului de programe Kids' WB de pe WB Network între 2003 și 2006, serialul a fost difuzat timp de 3 sezoane și 52 de episoade. În România, desenul animat a fost difuzat pe Cartoon Network.

## Despre serial
Serialul prezintă patru călugări care luptă contra Răului, alături de maestrul și de dragonul lor. Aceștia pleacă în călătorii, în căutarea Shen Gong Wu-urilor, obiecte magice care au diferite puteri. Ei trebuie să le găsească înainte ca cei răi să pună mâna pe ele și să le folosească pentru a cuceri lumea. De asemenea cei patru călugări învață să-și folosească elementul: apă, foc, vânt sau pământ. Cel mai bun dintre luptători va deveni un Dragon Xiaolin.
Când doi sau mai mulți oameni merg în căutarea unui Shen Gong Wu, se poate întâmpla ca amândoi, și cei buni și cei răi să ajungă la el în același timp și să se certe pe el. Nu se poate hotărî cine să îl ia, așa că se face o Confruntare Xiaolin, un duel în care unul dintre cei ce vor Shen Gong Wu-ul aleg o provocare. Luptătorii au voie să folosească în confruntare un Shen Gong Wu pe care îl aveau dinainte, anunțând asta la începutul confruntării. Peisajul se transformă în unul care are legătură cu provocarea aleasă. La începutul confruntării, se pronunță cuvintele Gong Yi Tanpai!, cuvinte care înseamnă Pe locuri, fiți gata, start!. Cel ce câștigă pleacă cu Shen Gong Wu-ul său, al adversarului și cel găsit. De altfel, există și un Shen Yi Bu, o Confruntare Xiaolin în care luptătorul poate pune la bătaie două Shen Gong Wu-uri, cel victorios câștigându-le pe toate.

## Personaje principale

### Omi Noroi
- Omi (probabil Omi Noroi - Omi Mud, în limba engleză) - este războinicul Xiaolin al Apei. El este un băiat mic, cu capul mare și rotund, de culoare galbenă, care deobicei poartă un kimono de culoare roșie, cu căptușeala de la mâneci neagră. El a fost primul războinic de la Tempul Xiaolin, antrenat de Maestrul Fung. Este un biet orfan, care nu și-a văzut părinții decât într-un episod, însă erau niște roboți, făcuți special pentru a-l prinde în cursă. Maestrul Fung a fost ca un tată pentru el. Acesta, trăindu-și toată viața la Mănăstirea Xiaolin, era rupt de prieteni, până în ziua în care alți trei călugări au venit la templu să se antreneze. Shen Gong Wu-ul său elementar este Sfera lui Tornami, iar arma sa Wudai este Bățul Shimo. Este foarte perseverent, învățând astfel multe mișcări care puteau să controleze apa, cum ar fi Lovitura Tsunami. Deobicei se laudă  singur, fără să-și dea seama, dar atunci când știe că a greșit e gata să-și primească pedeapsa bine-meritată. Fiind foarte loial, Omi respectă orice promisiune făcută, fie prietenilor, fie dușmanilor.

### Kimiko Tohomiko
- Kimiko Tohomiko - este războinicul Xiaolin al Focului. Ea e o fată din Japonia care a venit la Templul Xiaolin pentru a se antrena să devină Dragon Xiaolin. Ea are părul negru, deobicei cu două codițe strânse. La templu, ea poartă o haină roșie și niște ițari (pantaloni strâmți) albi. Când merge în căutarea Shen Gong Wu-urilor, ea se îmbracă în diferite costume și își vopsește sau își tunde părul în diferite feluri. Shen Gong Wu-ul său elementar este Steaua Hanabi, iar arma Wudai Săgeata Vrabie. Tatăl ei lucrează în Tokyo, la o fabrică de făcut jucării mecanice și diferite lucruri tehnologice. Ea este foarte deșteaptă și mereu se documentează pe laptop-ul ei când vrea să afle ceva. Ea are însă probleme cu nervozitatea, iar uneori, din cauza acestul lucru, îi e greu să folosească anumite Shen Gong Wu-uri, cum ar fi Pieptenele Încâlcelii. Când Omi face greșeli de vorbire sau nu-și găsește cuvântul potrivit, ea îl corectează. Ea este o fată puternică.

### Raimundo Pedrosa
- Raimundo Pedrosa - este războinicul Xiaolin al Vântului. El e un băiat venit din Brazilia la Templul Xiaolin pentru a se antrena să devină Dragon. Deobicei, este îmbrăcat cu un hanorac alb cu glugă, niște blugi verzi și adidași, însă la Templul Xiaolin el poartă o cămașă roșie cu căptușeala de la mâneci neagră și niște pantaloni largi de culoare albă. El este slab și înalt, cu părul ciufulit. Shen Gong Wu-ul său elementar este Sabia Furtunii, iar arma sa Wudai e Sabia Nebuloasei. Lui îi place să glumească față de Omi, mai ales pentru că acesta are capul mare și nu știe neologisme (cuvinte moderne). El este o combinație între prost și deștept, de cele mai multe ori aventurându-se în luptă fără să găsească vreun plan, dar reușind mereu să triumfeze. Neavansând gradul la Ucenic Xiaolin, Raimundo pleacă de la Templu și se alătură Răului, la început lucrând ca un dublu agent: la Templul Xiaolin și alături de Wuya, vrăjitoarea Heylin. Până la urmă s-a întors de partea binelui și a avansat la gradul de Ucenic Xiaolin.Acesta a devenit și liderul celorlalți.

### Clay Bailey
- Clay Bailey - este războinicul Xiaolin al pământului. El e un băiat american, venit din Texas la Templu pentru a se antrena să devină Dragon Xiaolin. Se îmbracă deobicei cu o vestă peste o bluză albă, cu niște blugi de culoare albastră și cu o pălărie de cowboy pe cap, însă la Templu poartă o cămașă roșie, niște pantaloni albi și aceeași pălărie de cowboy pe care rar o dă jos. Ca înfățișare, el e un băiat înalt, cu părul blond, puțină burtă și o mulțime de mușchi în brațe. Shen Gong Wu-ul său elementar este Pumnul lui Tebigong, iar arma sa Wudai Bumerangul Bing-Bang. Are multe expresii ciudate, unele dintre ele legate de locul său natal, Texasul, și știe să mânuiască lasoul, de aceea unul dintre Shen Gong Wu-urile sale preferate fiind Lasoul Boa-Boa. Într-un episod, tatăl său a venit de la ferma de vaci din Texas ca să-l ia de la Templu înapoi acasă. În final, acesta i-a explicat tatălui său că lumea are nevoie de el, iar acesta s-a întors la Templu.

### Dojo Kanojo Cho
- Dojo Kanojo Cho - este dragonul de la Templul Xiaolin, foarte loial Maestrului Fung, care păzește pergamentele care au informații despre Shen Gong Wu-uri. El are dimenisiuni mici, lung și slab, ca un șarpe, însă se poate transforma și într-un uriaș dragon chinezesc, care îi transportă pe cei patru călugări de la Templul Xiaolin spre destinațiile în care se ascund Shen Gong Wu-urile. Ca înfățișare, el are solzi de culoare verde, creste galbene pe spate, și o mică barbă roșie. Acesta, pe lângă faptul că îi transportă pe călugări, poate și să simtă prezența Shen Gong Wu-urilor și să afle unde sunt. El a fost, în urmă cu 1.500 de ani, credinciosul dragon al Maestrului Dashi, care a ascuns toate Shen Gong Wu-urile în locuri cât mai bizare. Cu toate acestea, după atâția ani, nu-și mai aduce aminte unde sunt. El este fricos, dar în multe situații a dat dovadă de curaj nemaivăzut.Chiar dacǎ Dojo este cel mai fricos de la Templul Xiaolin, în episodul 8 el a fost eroul pentru cǎ l-a învins pe înfiorǎtorul Dragon-de-Safir la o luptǎ și i-a salvat pe toți prietenii sǎi readucând la normal dupǎ ce Dragonul-de-Safir i-a transformat în zombi din safir.

### Maestrul Fung
- Maestrul Fung - este un bătrân înțelept care îi antrenează pe cei patru călugări de la Templul Xiaolin. De altfel, este și șeful altor călugări de vârsta lui, care luptă împotriva Răului. El, în ciuda înfățișării sale bătrâne, are mari puteri și o viteză incredibilă. Este chel, cu mustață de culoare neagră, un ilic albastru peste o bluză albă și pantaloni negri. Știe secretul fiecărui Shen Gong Wu, de aceea nefiind unul pe care să nu-l poată folosi. Uneori folosește expresii destul de ciudate, care au un înțeles ascuns, iar călugării nu îl înțeleg câteodată. Uneori îi pune pe cei patru călugări Xiaolin la treburi prin templu, cum ar fi să spele vasele și să șteargă podelele. Tinerii studenți încearcă să scape de treburi, dar Maestrul Fung îi prinde de fiecare dată, ca și cum ar vedea totul. Dojo îi este foarte loial, acesta făcându-i câteodată masaj sau spălându-l pe picioare. În ciuda tuturor eforturilor, dragonul rar se opune.

### Jack Spicer
- Jack Spicer - este unul dintre personajele negative ale serialului. El e îmbrăcat deobicei cu o bluză cu glugă neagră, niște pantaloni de aceeași culoare și are un păr roșcat-aprins, peste o piele incredibil de albă. El i-a dat libertate vrăjitoarei malefice Wuya, care a fost închisă într-o cutie de puzzle. Se autointitulează tot timpul ca fiind Geniul Malefic, dar adevărul este departe de acest nume. La început, fusese cel mai mare inamic al călugărilor Xiaolin, dar după ce Wuya și-a recuperat propriul corp, nu i s-a mai dat mare importanță.  De multe ori i-a ajutat pe călugări, luptând alături de ei, de teamă să nu-i fure altcineva titlul de Geniu Malefic și să cucerească planeta în locul lui. E obsedat de roboți, aceștia luptând în locul lui, fiindcă el habar nu are să se bată. În ciuda lăudăroșeniei și înfățișării sale, este un  băiat fricos și timid. A angajat tot felul de răufăcători care să le facă felul călugărilor Xiaolin.

### Wuya
- Wuya - vrăjitoarea Heylin antică,care în urmă cu 1.500 de ani, s-a luptat cu Marele Maestru Dashi, acesta din urmă  învingând-o și închizând-o într-o cutie de puzzle magică, din care nu putea să iasă singură. A fost uitată timp de un mileniu și jumătate. Apoi, Jack Spicer, a primit o cutie misterioasă de puzzle, iar atunci când a desfăcut-o, Wuya a fost eliberată. Din păcate pentru ea, corpul a dispărut și era numai un spirit care nu putea să atingă lucrurile, ci doar să treacă prin ele, dar care, în schimb putea să simtă Shen Gong Wu-urile, la fel ca Dojo, dragonul de la Templul Xiaolin. Atrăgându-l pe Raimundo de partea ei, aceasta și-a recăpătat propriul corp și a transformat lumea într-un loc pustiu și sinistru. Nu a durat mult și Wuya a fost închisă din nou într-o cutie de puzzle, de cel în care avea cea mai mare încredere, Raimundo, care s-a reîntors de partea binelui. Aceasta a fost însă din nou eliberată, de această dată de Katnappe, care însă i-a întors spatele la nevoie.Wuya apoi s-a alăturat lui Chase Young, care i-a dat corpul înapoi, dar fără puteri.Wuya a încercat să fure în continuare Shen Gong Wu-uri, deși Chase i-ar fi interzis acest lucru.I s-a alăturat de mai multe ori lui Hannibal, pentru a-l distruge pe Chase și a-i lua Shen Gong Wu-urile sale, deși de fiecare dată, s-a întors la el.

### Chase Young
- Chase Young - este cel mai mare dușman al călugărilor de la Templul Xiaolin.Prima apariție a făcut-o în sezonul doi, ca "un mai mare pericol pentru omenire decât Wuya".El este un bărbat chipeș, cu părul negru și lung, care deobicei e îmbrăcat într-o armură maronie. În urmă cu 1.500 de ani, el a luptat de partea binelui, contra Wuyei, vrăjitoarea Heylin, alături de cei doi mari maeștri, Dashi și Guan. Atunci era un luptător drept și loial, dar a fost ispitit de șiretul bob de fasole, Hannibal Roy Bean. Acesta i-a dat lui Chase o supă magică, ce poate fi preparată  dintr-un dragon, și care îl putea întreține pentru totdeauna tânăr. De aceea a reușit să trăiască atât de mult, până în perioada călugărilor. Dacă nu bea supa la un anumit interval de timp, acesta se transformă într-o fiinta jumătate om, jumătate reptilă, pe care nu mulți o pot înfrânge. Chase locuiește într-un uriaș castel plin de pisicuțele lui, care de fapt sunt niște tigri feroce, ce târăsc musafirii nepoftiți la tronul său. De multe ori l-a ajutat pe Omi, pentru ca acesta să treacă într-o zi de partea Răului, ceea ce s-a și întâmplat.I-a dat corpul înapoi Wuyei, dar fără puteri.Nu are încredere în alți antagoniști.

### Hannibal Roy Bean
- Hannibal Roy Bean - este unul dintre cei mai mari dușmani ai călugărilor Xiaolin. Este un bob de fasole care a suferit mutații genetice, care deobicei este transportat de cioara sa credincioasă. Este foarte șiret și pune foarte bine planurile la punct. L-a ispitit pe Chase Young să bea din supa de dragon, care să-l mențină tânăr. Cu toate acestea Chase este dușman cu el și se luptă pentru Shen Gong Wu-uri între ei. Din cauza dimensiunilor sale foarte mici el se poate strecura prin locuri neaccesibile altora și poate trage cu urechea sau să se ascundă acolo. Acest lucru este uneori și un mare dezavantaj, pentru că este prea mic, așa că Shen Gong Wu-ul său preferat este Moby Morpher, pentru că îl poate mări cât un om de dimensiuni medii. Odată, călugărul Xiaolin al Apei, Omi, s-a întors în trecut să-l oprească pe Bean de la ispitirea lui Chase Young. Planul fiindu-i distrus, Hannibal s-a dus la Maestrul Călugăr Guan și l-a făcut pe acesta să bea din supa tinereții. A fost prezent la Confruntarea Xiaolin din ultimul episod, în care, desigur, a trișat, însă până la urmă a fost învins de puterea binelui.

## Personaje secundare

### Jermaine
- Jermaine - este un copil din New York City. I-a ajutat pe călugării Xiaolin să găsească prin uriașul oraș Coada Șarpelui, un Shen Gong Wu ce îți permite să treci prin obiecte solide. Este foarte priceput la unul dintre sporturile preferate ale americanilor, Basketball-ul, iar acest lucru s-a văzut când a fost nevoit să participe la o Confruntare Xiaolin, împotriva lui Jack Spicer, provocarea aleasă fiind o partidă de Basket. A fost rugat de cei patru călugări de la templu să vină cu ei, dar el nu a vrut să-și părăsească orașul său drag.
- Mai târziu, Jermaine a venit la Templul Xiaolin ca să-și revadă prietenii, cu o veste bună: s-a hotărât să devină un Războinic Xiaolin. A avut mici certuri cu Omi, cel mai bun prieten al său, care era gelos că Jermaine era avansat la un grad mai bun ca al lui. Până la urmă, aceștia au început o luptă, iar Omi a aflat că marele maestru care îl antrena pe Jermaine era chiar Chase Young, inamicul său numărul unu. Newyorkez-ul și-a dat seama că nu putea fi bine să te antreneze un răufăcător așa că a renunțat la țelul de a deveni Dragon Xiaolin și s-a întors în orașul său natal.

### Marele Maestru Dashi
- Marele Maestru Dashi - este războinicul neînfricat, care a învins-o în urmă cu un mileniu și jumătate pe vrăjitoarea Răului, Wuya. Acesta îi este foarte asemănător lui Omi, având un cap galben ș chel, la fel ca acesta, dar poate puțin mai mic. Dojo a fost loialul său dragon care îl ajuta cu orice era nevoie. Odată, Omi s-a întors în trecut să-i vorbească, și a fost provocat la o Confruntare Xiaolin. Atunci a aflat că Marele Maestru Dashi nu vorbește fără rost și că lupta cu Shen Gong Wu-uri nu este preferata lui, pe primul loc clasându-se lupta prin Artele Marțiale și istețime. Acesta spunea lucruri înțelepte cu înțeles ascuns, la fel ca Maestrul Fung, dar se pare că era cam uituc și nu chiar așa de inteligent precum îl credea multă lume.

### Maestrul Călugăr Guan
- Maestrul Călugăr Guan - este unul dintre cei mai mari și renumiți războinici din toate timpurile. A luptat în urmă cu un mileniu (1.000 de ani) și jumătate alături de tânărul Chase Young și de Marele Maestru Dashi contra vrăjitoarei Răului, Wuya. Maestrul Guan este un om înalt și mușchiulos, chel, care este îmbrăcat într-o bluză maro ce îi acoperă doar jumătate din corp și niște pantaloni de aceeași cuoare ca bluza. A luptat contra lui Chase Young, la palatul acestuia plin de tigri și l-a învins, salvându-l astfel pe Dojo care era cât pe ce să facă parte din supa tinereții. Călugării au plecat de la Templul Xiaolin al Maestrului Fung, pentru a se antrena la un grad mai avansat și s-au dus la Templul Maestrului Călugăr Guan, unde tinerii ucenici nu s-au simțit mai bine ca la fosta casă. Maestrul Guan ar fi fost a doua opțiune pentru Hannibal Roy Bean, dacă acesta nu reușea să-l atragă de partea Răului pe Chase Young.

### Cameleon-Bot
- Cameleon-Bot - este unul dintre magnificii boți (roboți) creați de Jack Spicer. Numele îi provine de la interesantul animal numit cameleon, care poate să-și schimbe culoarea, confundându-se astfel cu peisajul. Spre deosebire de această reptilă, Cameleon-Bot este o mașinărie foarte complicată care nu își poate schimba numai culoarea, ci și întregul corp, făcându-le confuze pe victimele sale. A apărut prima dată în episodul al șaselea al serialului, numit „Cameleonul”. Mai târziu, în episodul „Încurcătură regală”, l-a învins pe Raimundo într-o Confruntare Xiaolin, pentru ca apoi să-l învingă și pe Omi, alături de Katnappe și Tubbimura, doi infractori angajați de Jack Spicer.

### Ciclopul
- Ciclopul - este un monstru mitologic, care a fost chemat de geniul malefic Jack Spicer, pentru a-i distruge pe cei patru călugări de la Templul Xiaolin. Este foarte înalt și gras, pielea sa este de culoare roșie și poartă doar o fustă din blană de animal, la fel cum purtau oamenii preistorici, care nu aveau îmbrăcăminte. El își intimidează adversarii cu dimensiunile sale amețitor de mari și cu înfățișarea sa înfricoșătoare. Ciclopul are probleme cu văzul din cauză că nu are decât un ochi, așa cum spune și în legende. Mărimea sa îl avantajează foarte mult pe acesta, dar este foarte sensibil și prost, începând să țipe și să plângă la cea  mai mică rană făcută. Fiindcă Jack îl punea să lupte, Ciclopul avea și el nevoie de răsfăț, punându-l pe eniul malefic să facă diferite lucruri pentru el. Când Chase Young avea o putere incredibilă,l-a ademenit pe Ciclop de partea sa, ce a Răului.

### Roboții
- Roboții - sunt niște personaje secundare, care apar însă în aproape fiecare episod. Ele sunt invenții create de Jack Spicer, pentru a lupta în locul său cu călugării de la Templul Xiaolin sau cu alți inamici. Deobicei apar în serial sub forma simplă, care are atacuriobișnuite, cum ar fii o armă laser. Din acest fel sunt vreo câteva sute, însă Jack a creat și alți roboți mai complecși, care au abilități speciale. Ei sunt uriași, pitici, inteligenți, sub formă de pește, de păsări, sub forma diferitor oameni, și care să-i țină lui Jack companie sau să-i facă toate poftele. Roboții sunt repede învinși de călugării Xiaolin, acești nemaînsemnând o mare problemă după un timp. Uneori aceștia au fost doar o diversiune, în timp ce Jack intra în seiful Shen Gong Wu-urilor și le fura.

### Katnappe
- Katnappe - este una dintre cei pe care Jack Spicer i-a angajat pentru a lupta împotriva călugărilor de la Templul Xiaolin. Ea e îmbrăcată într-un costum negru, ca cel de spion și poartă o cască cu urechi de pisică. În realitate este o fată blondă, cool, care știe foarte bine să se furișeze. Ea iubește foarte mult pisicile (de la care de altfel îi vine și numele din varianta engleză), iar de aceea acestea luptă pentru ea câteodată. Când vrăjitoarea Răului, Wuya a fost închisă din nou în cutia de puzzle, de către Raimundo, Katnappe a eliberat-o. A hotărât să lucreze pentru Wuya, dar cu un program exact, și cu o răsplată bine-meritată. A avut o bătălie crâncenă contra călugărilor, alături de Tubbimura și Cameleon-Bot.

### Mala Mala Jong
- Mala Mala Jong - este o creatură aproape invincibilă formată din diferite Shen Gong Wu-uri ce îi acoperă corpul (exemplu: corpul îi e acoperit cu Tunica de două Tone; Cizmele-Jet îi servesc drept încălțăminte). Elementul principal pentru ca el să prindă viață este un singur Shen Gong Wu: Inima lui Jong. Singurul mod prin care acesta ar putea fi învins este cel de a-i lua Inima, elementul principal. Călugării de la Templul Xiaolin (cu excepția lui Raimundo) au reușit să-i țină față fiarei, și chiar s-o învingă folosind Ghearele Tigrului Aurii, Omi intrând în corpul acesteia și scoțându-i Inima.
- Mai târziu Shen Gong Wu-urile de peste tot s-au strâns și l-au reînviat pe Mala Mala Jong, de data asta având mai multă putere ca oricând, având Inelul celor Nouă Dragoni ce-l putea multiplica. Acest lucru se întâmplă odată la 1.000 de ani, când toate planetele sunt aliniate. De data aceasta, singurul mod prin care putea fi învins era acela de a găsi Scorpionul Împărat, un Shen Gong Wu cu care se poți să controlezi alte Shen Gong Wu-uri.

### PandaBubba
- PandaBubba - este un infractor din orașul chinez Hong Kong. El este de fapt șeful unei bande de bandiți. El este un om gras îmbracat în haine albe cu pete negre, și niște urechi mari pline de păr, asemănându-se cu animalul de la care îi vine și numele: ursul panda. Jack Spicer i-a dat lui PandaBubba o parte din Shen Gong Wu-urile sale, pentru a primi în schimb niște piese pentru construirea roboților. Descoperind puterea Shen Gong Wu-urilor acesta s-a hotărât să le folosească în scopuri rele. A participat la o Luptă în Trei condra lui Jack Spicer și Raimundo, pentru a câștiga Coada Șarpelui. A participat de asemenea la o Confruntare Xiaolin contra lui Kimiko, provocarea aleasă fiind parcurgerea pe viu a celor trei nivele din jocul Goo Zombies 4.

### Robo-Jack Spicer
- Robo-Jack Spicer - este un robot mai special creat de Jack Spicer. Acesta conține un chip cu stările emoționale ale adevăratului Jack și un corp identic cu al acestuia. A fost primul robot construit de el după ce a fost învinsă Wuya și închisă într-o cutie de puzzle de către Raimundo. Cei doi s-au înțeles foarte bine, ca doi frați gemeni, apoi au început să se certe între ei din cauză că fiecare spunea că e adevăratul Jack. Au fost provocați în cele din urmă la o Confruntare Xiaolin de către Omi, pentru Aruncătorul de Mătase. Cei doi Jacki au folosit un Shen Gong Wu care îi puteau face să se miște cu viteza luminii. Neștiind unde se află fiecare, Omi îi întreabă pe fiecare ce ar face dacă ar fi în locul celuilalt. Astfel el s-a putut feri și a reușit să-i învingă pe Jack și Robo-Jack.

### Dragonul de Safir
- Dragonul de Safir - este un dragon ascuns într-un Shen Gong Wu foarte periculos, numit Dragonul de Safir. Odată ce acest Shen Gong Wu este activat, un dragon uriaș de culoare albastră, ca cea a safirului apare și îi îngrozește pe cei din jur. Acest Shen Gong Wu e foarte periculos, de aceea el e folosit doar în cazuri foarte serioase și în care vrei să-ți asumi riscul. Odată chemat, Dragonul de Safir, îi transformă pe toți cei ce-i stau în cale în zombie compuși din piatra semiprețioasă numită safir. Din cauza pericolului său, cel mai bun mod de a folosi acest Shen Gong Wu este acela de a-l activa în fața celui mai mare dușman al tău și de a fugi înainte ca acesta să te prindă. Fără să știe, călugării de la Templul Xiaolin au folosit Dragonul de Safir și au fost transformați în zombie (inclusiv Maestrul Fung), cu excepția lui Dojo, care a reușit să scape și să dea dovadă de mult curaj învingându-l pe uriașul monstru albastru.

### Tubbimura
- Tubbimura - este unul cei pe care Jack Spicer i-a angajat pentru a-l ajută să-i învingă pe călugării de la Templul Xiaolin și să strângă cât mai multe Shen Gong Wu-uri pentru a putea apoi să devină stăpânii lumii. Acesta este un tip obez (foarte gras), îmbrăcat într-un costum de luptător ninja negru, și o mască ce îi acoperă o mare parte din față, în special gura și nasul, ochii lăsându-i descoperiți pentru a putea vedea. Tubbimura a luptat mai întâi contra lui  Raimundo, într-un Shen Yi Bu fantastic, care l-a făcut să piardă nu numai Sabia Furtunii, ci și alte patru Shen Gong Wu-uri. A luptat de asemenea, într-o Confruntare Xiaolin contra lui Clay, ieșind învingător și punând mâna pe Limba lui Saiping. Mai târziu, în episodul în care Jermaine a vizitat Templul, s-a descoperit că Tubbimura are un Chihuahua, pe care Jack Spicer trebuia să-l plimbe dacă mai dorea să lucreze pentru el.

### Vlad
- Vlad - este un răufăcător rus, angajat de geniul malefic, Jack Spicer pentru a-i învinge în luptă pe cei patru călugări Xiaolin, pentru ca mai apoi să reușească să cucerească întreaga lume cu ajutorul Shen Gong Wu-urilor furate sau obținute. Acesta a apărut prima dată într-un episod drept un tip drăguț care i-a ajutat pe călugări obțină Ochelarii de Cristal, un Shen Gong Wu important. Vlad s-a prefăcut că se luptă cu Jack Spicer, pentru ca apoi cei patru să fie de acord să-l ia și pe el la templu ca să învețe Arte Marțiale și ca să devină un Dragon Xiaolin. Era pus la toate treburile casnice de către călugări, dar acesta nu se opunea și aștepta momentul potrivit de a-și pune în aplicare planul. Când Omi a vrut să-și vadă viitorul cu Ochelarii de Cristal, Vlad i-a pus în față Oglinda de Inversare, făcându-l să creadă că va deveni malefic și să plece de la Templu. Călugării și-au dat seama că ceva nu e în regulă și au plecat să-l aducă înapoi pe Omi, care mai încolo l-a învins pe Vlad într-o Confruntare Xiaolin.

### Pasărea Ying-Yang
- Pasărea Ying-Yang - este înaripata care îl transportă pe maleficul bob de fasole, Hannibal Roy Bean în diferite locuri. De altfel, această pasăre ciudată este și spionul, mergând la Templul Xiaolin sau în alte locuri să vadă ce se întâmplă, și mesagerul care vine înapoi la Hannibal pentru a-i transmite orice informație importantă. Pe lângă aceste lucruri, Pasărea Ying-Yang intră uneori în luptă, în special furându-le inamicilor Shen Gong Wu-urile sau armele din mână, când aceștia nu sunt atenți și ducându-i-le lui Hannibal Roy Bean. A fost denumită după ciudata lume Ying-Yang, inexistentă în viața reală, unde toate lucrurile sunt pe dos și te amețește dându-ți halucinații. Pasărea este foarte vicleană și poate să se ascundă în copaci sau să spioneze din zbor, astfel încât oamenii să o confunde cu o cioară obișnuită. Aceasta folosește și ca pernă pentru Hannibal, acesta culcându-se adesea pe pasăre.

### Sibini
- Sibini - este monstrul antic al Vicleniei și Înșelătoriei. A fost închis într-un Shen Gong Wu străvechi numit Mozaic. Când Kimiko a spart Mozaicul, Sibini, deghizat într-un cercel, s-a strecurat noaptea pe lângă patul călugărilor adormiți, a intrat în urechea lui Clay și l-a posedat, făcându-l să devină rău și să meargă alături de geniul malefic, Jack Spicer. Călugării au reușit să-l găsească pe Sibini, care plecase (posedându-l pe Clay) după un Shen Gong Wu numit Fluterele Monarh, artefact care odată alipit (unit) cu Mozaicul, îi putea da putere deplină. Însă Kimiko l-a învins în ultimul moment pe micuțul drăcușor, închizându-l la loc în Mozaic. Apoi, Clay și-a revenit la normal și nu s-a mai auzit nimic despre minusculul Sibini.

### Raksha
- Raksha - este un monstru gigantic compus din gheață. Istoria lui a început când Jack Spiser a folosit Shen Gong Wu-ul numit Inima lui Jong pentru a da viață ultimei sale creații, un fascinant robot asemănător lui, însă cu sentimentele opuse față de cele ale lui. Robotul dorea doar să se împrietenească cu oamenii, nu dorea să lupte contra lor. Călugării nu l-au crezut și au început să se lupte cu robotul, și astfel robot a început să se apere. Până la urmă acesta a fost învins, dar din păcate Inima lui Jong a căzut într-o râpă adâncă acoperită cu zăpadă.Omătul s-a strâns către Inimă, unindu-se și formându-l pe uriașul golem de gheață, Raksha. Acesta a pus mâna pe Medalionul Selenar și cu ajutorul acestuia a creat o nouă eră glaciară, în care el era stăpân. Dar călugării l-au provocat la Confruntare Xiaolin, învingându-l pe monstru și aducând totul la normal.

### Jessie Bailey
- Jessie Bailey - este sora mai mică a călugărukui Xiaolin Clay Baile. Aceasta a fost introdusă într-un episod din sezonul al doilea numit "The Black Vipers". Ea este liderul acestui grup de motocicliste noncomformiste. I-a prins pe cei patru călugări și i-a întemnițat, nefiind pre bucuroasă să își revadă fratele mai mare. Ea îi purta pică lui Clay, de când acesta era mai mic, fiind invidioasă pe talentul și îndemânarea fratelui său la fermă, acesta mânuind lasoul și descurcându-se la prinderea porcilor mult mai bine ca ea. Părinții au fost mult mai mândri de el și asta a făcut-o pe Jessie să-l urască pentru totdeauna. Când a aflat că Clay s-a dus la Templul Xiaolin a fost și mai invidioasă pe el. Aceasta l-a provocat la o Confruntare Xiaolin, punând la bătaie toate Shen Gong Wu-urile adunate de călugări în sac. După ce a fost convins cu greu, nedorind să o rănească pe Jessie, Clay a pierdut Confruntarea și a pierdut toate hen Gong Wu-urile. Dar la Templu i-a întâmpinat o surpriză, un pachet cu Shen Gong Wu-uri trimis de sora lui Clay, care a renunțat la ideea de a se răzbuna pe fratele ei.

### Dyris
- Dyris- este un monstru care merge pe sol și pentru a respira sub apǎ se transformǎ într-o sirenǎ foarte frumoasă. Folosindu-se de frumusețea sa pǎcǎlește toți băieții. Ea a fost găsită în episodul ,,Strigǎtele sirenei" într-un cub de gheațǎ cu un rǎzboinic pe nume Klofeck,care o urmǎrește.Ea dorea să inunde lumea și apoi s-o poatǎ conduce de sub apă.Dar Omi a învins-o la o confruntare Xiaolin și într-o ultimă  luptǎ cu Klofeck, ei doi au fost înghețați din cauzǎ cǎ au fost acoperiți de o grǎmadǎ de gheațǎ din Oceanul Arctic.

## Episoade
| Premiera originală | Premiera în România | Nr | Titlu român                  | Titlu englez                            |
| ------------------ | ------------------- | -- | ---------------------------- | --------------------------------------- |
|                    |                     |    |                              |                                         |
| PRIMUL SEZON       |                     |    |                              |                                         |
|                    |                     |    |                              |                                         |
| 01.11.2003         | 02.01.2006          | 01 | Cǎlǎtoria de o mie de mile   | Journey of Thounsand Milles             |
|                    |                     |    |                              |                                         |
| 08.11.2003         | 03.01.2006          | 02 | Căutând ceva mai mult        | Like a Rock!                            |
|                    |                     |    |                              |                                         |
| 15.11.2003         | 04.01.2006          | 03 | Păienjenișul                 | Tangled Web                             |
|                    |                     |    |                              |                                         |
| 22.11.2003         | 05.01.2006          | 04 | Katnappé!                    | Katnappé!                               |
|                    |                     |    |                              |                                         |
| 29.11.2003         | 06.01.2006          | 05 | Shen Yi Bu                   | Shen Yi Bu                              |
|                    |                     |    |                              |                                         |
| 06.12.2003         | 09.01.2006          | 06 | Cameleonul                   | Chameleon                               |
|                    |                     |    |                              |                                         |
| 17.01.2004         | 10.01.2006          | 07 | Inelul celor nouă dragoni    | Ring of the Nine Dragons                |
|                    |                     |    |                              |                                         |
| 24.01.2004         | 11.01.2006          | 08 | Noaptea Dragonului de Safir  | Night of the Sapphire Dragon            |
|                    |                     |    |                              |                                         |
| 07.02.2004         | 12.01.2006          | 09 | Dragul de Omi                | My Homey Omi                            |
|                    |                     |    |                              |                                         |
| 14.02.2004         | 13.01.2006          | 10 | Mare cât Texas               | Big as Texas                            |
|                    |                     |    |                              |                                         |
| 01.05.2004         | 16.01.2006          | 11 | Bubuieli regale              | Royal Rumble                            |
|                    |                     |    |                              |                                         |
| 08.05.2004         | 17.01.2006          | 12 | Mala Mala Jong               | Mala Mala Jong                          |
|                    |                     |    |                              |                                         |
| 15.05.2004         | 23.02.2006          | 13 | În carne și oase             | In the Flash                            |
|                    |                     |    |                              |                                         |
| SEZONUL 2          |                     |    |                              |                                         |
|                    |                     |    |                              |                                         |
| 11.09.2004         | 04.09.2006          | 14 | Zile apuse                   | Days Past                               |
|                    |                     |    |                              |                                         |
| 18.09.2004         | 05.09.2006          | 15 | Citadela pierzaniei          | Citadel of Doom                         |
|                    |                     |    |                              |                                         |
| 25.09.2004         | 06.09.2006          | 16 | Iute ca fulgerul             | The Shard of Lightning                  |
|                    |                     |    |                              |                                         |
| 02.10.2004         | 07.09.2006          | 17 | Ochelarii de cristal         | The Crystal Glasses                     |
|                    |                     |    |                              |                                         |
| 09.10.2004         | 08.09.2006          | 18 | Cartierul lui PandaBubba     | Pandatown                               |
|                    |                     |    |                              |                                         |
| 30.10.2004         | 11.09.2006          | 19 | Omi își schimbă statura      | Sizing Up Omi                           |
|                    |                     |    |                              |                                         |
| 06.11.2004         | 12.09.2006          | 20 | Intrarea dragonului          | Enter the Dragon                        |
|                    |                     |    |                              |                                         |
| 13.11.2004         | 13.09.2006          | 21 | Nisipul timpului             | Sands of Time                           |
|                    |                     |    |                              |                                         |
| 20.11.2004         | 14.09.2006          | 22 | Răul se vede și se aude      | Hear Some Evil, See Some Evil           |
|                    |                     |    |                              |                                         |
| 27.11.2004         | 15.09.2006          | 23 | Un vis urât                  | Dreamscape                              |
|                    |                     |    |                              |                                         |
| 11.12.2004         | 18.09.2006          | 24 | Maestrul Guan                | Master Monk Guan                        |
|                    |                     |    |                              |                                         |
| 05.02.2005         | 19.09.2006          | 25 | Răul dinăuntru               | The Evil Within                         |
|                    |                     |    |                              |                                         |
| 12.02.2005         | 20.09.2006          | 26 | Omul de gheață               | The Deep-Freeze                         |
|                    |                     |    |                              |                                         |
| 19.02.2005         | 21.09.2006          | 27 | Strigătele sirenei           | Screams of the Siren                    |
|                    |                     |    |                              |                                         |
| 26.02.2005         | 22.09.2006          | 28 | Viperele negre               | The Black Vipers                        |
|                    |                     |    |                              |                                         |
| 23.03.2005         | 25.09.2006          | 29 | Scorpionul împărat           | The Emperor Scorpion Strikes Back       |
|                    |                     |    |                              |                                         |
| 16.04.2005         | 26.09.2006          | 30 | Întoarcerea lui PandaBubba   | The Return of PandaBubba                |
|                    |                     |    |                              |                                         |
| 23.04.2005         | 27.09.2006          | 31 | Ultima ispită a lui Raimundo | The Last Temptation of Raimundo         |
|                    |                     |    |                              |                                         |
| 30.04.2005         | 02.11.2006          | 32 | Anul maimuței verzi          | The Year of the Green Monkey            |
|                    |                     |    |                              |                                         |
| 30.04.2005         | 29.09.2006          | 33 | Sămânța Heylin               | The Demon Seed                          |
|                    |                     |    |                              |                                         |
| 07.05.2005         | 04.11.2006          | 34 | Noua ordine                  | The New Order                           |
|                    |                     |    |                              |                                         |
| 07.05.2005         | 05.11.2006          | 35 | Ucenicul                     | The Apprentice                          |
|                    |                     |    |                              |                                         |
| 14.05.2005         | 06.07.2007          | 36 | Vizita lui Jermain           | Something Jermaine                      |
|                    |                     |    |                              |                                         |
| 14.05.2005         | 06.03.2007          | 37 | Minți periculoase            | Dangerous Minds                         |
|                    |                     |    |                              |                                         |
| 21.05.2005         | 07.03.2007          | 38 | Judecându-l pe Omi           | Judging Omi                             |
|                    |                     |    |                              |                                         |
| 21.05.2005         | 08.03.2007          | 39 | Salvați-l pe Omi             | Saving Omi                              |
|                    |                     |    |                              |                                         |
| SEZONUL 3          |                     |    |                              |                                         |
|                    |                     |    |                              |                                         |
| 17.09.2005         | 02.04.2007          | 40 | Concluzia lui Omi            | Finding Omi                             |
|                    |                     |    |                              |                                         |
| 24.09.2005         | 03.04.2007          | 41 | Pasărea paradisului          | Bird of Paradise                        |
|                    |                     |    |                              |                                         |
| 01.10.2005         | 04.04.2007          | 42 | Viața lui Hannibal Roy Bean  | The Life and Times of Hannibal Roy Bean |
|                    |                     |    |                              |                                         |
| 08.10.2005         | 05.04.2007          | 43 | Orașul Omi                   | Omi Town                                |
|                    |                     |    |                              |                                         |
| 05.11.2005         | 06.04.2007          | 44 | Comoara spadasinului orb     | Treasure of the Blind Swordsman         |
|                    |                     |    |                              |                                         |
| 12.11.2005         | 09.04.2007          | 45 | Pete de ulei în familie      | Oil in the Family                       |
|                    |                     |    |                              |                                         |
| 19.11.2005         | 10.04.2007          | 46 | Maestrul Guan se întoarce    | The Return Of Master Monk Guan          |
|                    |                     |    |                              |                                         |
| 26.11.2005         | 11.04.2007          | 47 | Hoțul din vis                | The Dream Stalker                       |
|                    |                     |    |                              |                                         |
| 11.02.2006         | 12.04.2007          | 48 | Chucky Choo                  | Chucky Choo                             |
|                    |                     |    |                              |                                         |
| 18.02.2006         | 13.04.2007          | 49 | Wu a preluat puterea?        | Wu Got The Power?                       |
|                    |                     |    |                              |                                         |
| 25.02.2006         | 16.04.2007          | 50 | Răzbunarea lui Hannibal      | Hannibal's Revenge                      |
|                    |                     |    |                              |                                         |
| 06.05.2006         | 17.04.2007          | 51 | Întoarcere în timp           | Time After Time                         |
| 13.05.2006         | 18.04.2007          | 52 | Întoarcere în timp           | Time After Time                         |
|                    |                     |    |                              |                                         |

## Continuare
Pe 26 august 2013, un demo a unei continuări a serialului numită Cronicile Xiaolin (en. Xiaolin Chronicles) s-a realizat, urmând să-și facă debutul oficial pe 14 septembrie 2014 pe Disney XD. Serialul a introdus un nou aliat al călugărilor numit Ping Pong în timp ce ei își continuă lupta împotriva Wuyei, a lui Jack Spicer și Chase Young.